# Novillers
Novillers ist eine französische Gemeinde mit 374 Einwohnern (Stand 1. Januar 2022) im Département Oise in der Region Hauts-de-France. Die Gemeinde liegt im Arrondissement Beauvais und ist Teil der Communauté de communes Thelloise und des Kantons Chaumont-en-Vexin.

## Geographie
Die im Westen von der früheren Route nationale 1 begrenzte Gemeinde im Pays de Thelle liegt rund elf Kilometer südwestlich von Mouy und sieben Kilometer südlich von Noailles. Von 1880 bis 1949 wurde sie von der Bahnlinie Chemin de fer de Hermes à Beaumont (mit Meterspur) bedient (Haltepunkt Cauvigny-Novillers).

## Einwohner
| 1962 | 1968 | 1975 | 1982 | 1990 | 1999 | 2006 | 2011 |
| ---- | ---- | ---- | ---- | ---- | ---- | ---- | ---- |
| 79   | 72   | 75   | 133  | 207  | 315  | 358  | 364  |

## Verwaltung
Bürgermeister (maire) ist seit 2014 Thierry Devillard.

## Sehenswürdigkeiten
- Kirche Saint-Éloi mit Kriegergedenktafel[1]

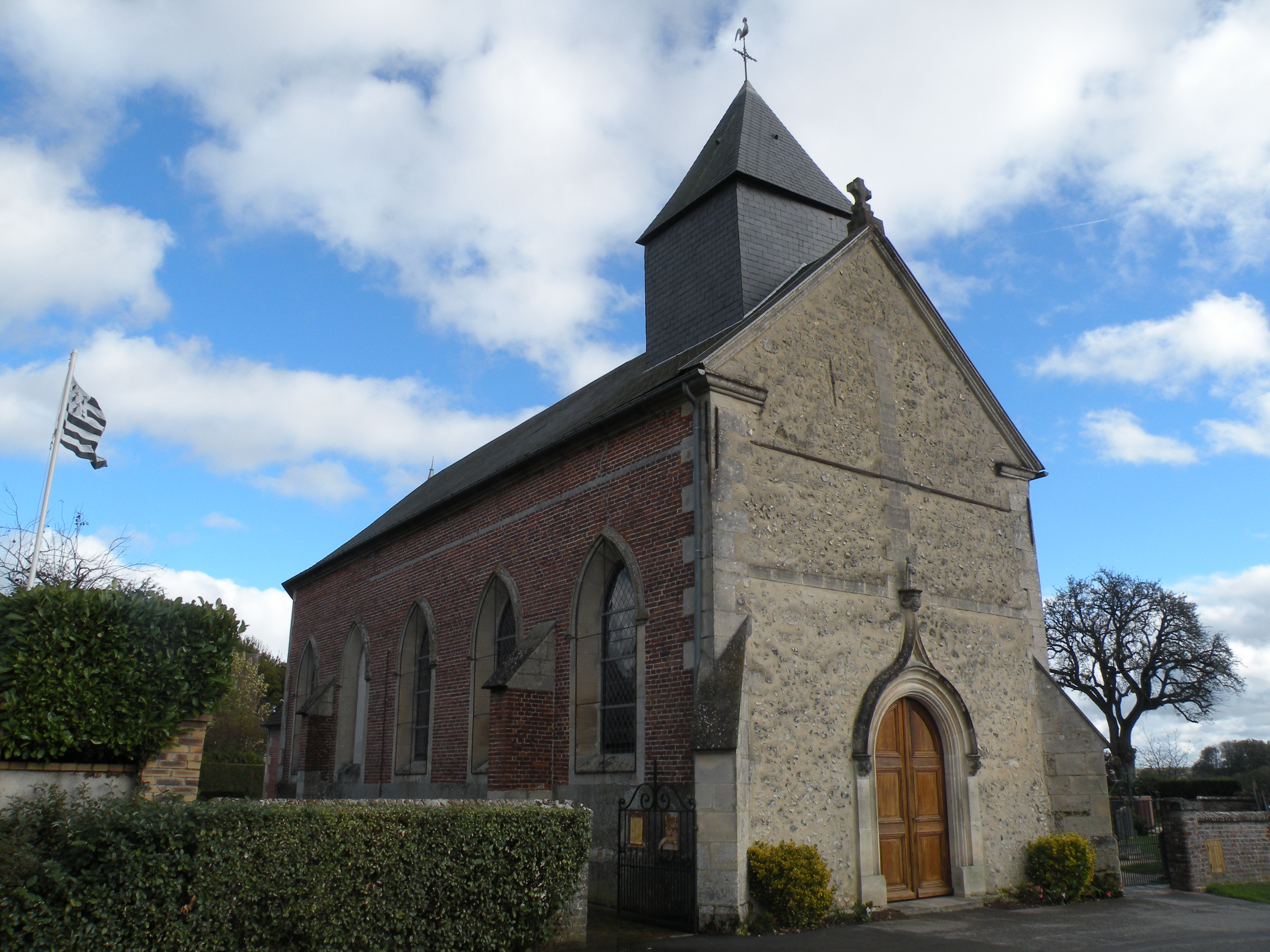
Kirche Saint-Éloi